# Audiens
Audiens (af spansk audiencia fra latin audientia, af audire 'høre') er et foretræde hos en rangsperson som kongen.
I de spanske kolonier i Amerika fungerede audiancia som et administrativt og politisk råd.
Lever er en fransk betegnelse for en audiens om morgenen. Ved det franske hof var det i 17.–18. århundrede en lang ceremoni bestående af flere dele, hvor bestemte dele af hoffet kunne være tilstede mens kongen stod op. De kappedes om den udsøgte ære at hjælpe monarken skjorten på og bære hans fæces ud af gemakket.[kilde mangler]